# MED6
La proteína mediadora de la transcripción de la subunidad 6 de la ARN polimerasa II (MED6) es una enzima que, en humanos, es codificada por el gen med6.

## Interacciones
La proteína MED6 ha demostrado ser capaz de interaccionar con:
- Receptor de hormona tiroidea alfa[4]
- Receptor de estrógeno alfa[5]
- MED21[6]
- Cdk8[7][8][4][5]